# Giro del Friuli 1991
Il Giro del Friuli 1991, diciottesima edizione della corsa, si svolse il 30 giugno 1991 su un percorso di 250,4 km, con partenza e arrivo a San Daniele del Friuli; la corsa fu valida anche come campionato nazionale italiano in linea (ottantunesima edizione). La vittoria fu appannaggio di Gianni Bugno, che completò il percorso in 5h38'53", alla media di 44,334 km/h, precedendo Franco Chioccioli e Claudio Chiappucci. 

## Ordine d'arrivo (Top 10)
| Pos. | Corridore          | Squadra                   | Tempo    |
| ---- | ------------------ | ------------------------- | -------- |
| 1    | Gianni Bugno       | Gatorade-Chateau d'Ax     | 5h38'53" |
| 2    | Franco Chioccioli  | Del Tongo                 | a 0'49"  |
| 3    | Claudio Chiappucci | Carrera Jeans-Tassoni     | s.t.     |
| 4    | Davide Cassani     | Ceramiche Ariostea        | s.t.     |
| 5    | Moreno Argentin    | Ceramiche Ariostea        | a 1'23"  |
| 6    | Maurizio Fondriest | Panasonic-Sportlife       | s.t.     |
| 7    | Stefano Colagè     | ZG Mobili-Bottecchia      | s.t.     |
| 8    | Gianni Faresin     | ZG Mobili-Bottecchia      | a 1'28"  |
| 9    | Giuseppe Petito    | Gis Gelati-Ballan-Benotto | a 1'46"  |
| 10   | Roberto Gusmeroli  | Gatorade-Chateau d'Ax     | s.t.     |